# Bent Holm
Bent Holm (født 2. september 1946) er en dansk teaterforsker, dramaturg og oversætter. Mag.art., dr.phil., lektor på Institut for Kunst og Kulturvidenskab, Københavns Universitet 1999-2014. Studierejser til Italien, Frankrig, Indien, Tyrkiet m.v.  
Holms forskning er tværvidenskabelig, praksis-baseret dramaturgisk og med vægt på kontekstualisering, bl.a. fokuseret på teatrets groteske former, f.eks. Commedia dell'arte, Holberg og Dario Fo. Hertil kommer grænseområderne mellem ritualitet og teatralitet, krydsfelterne mellem (musik)drama og magt-iscenesættelse, samt i bredere historisk forstand konfrontationen mellem vestlige og ikke-vestlige kulturelle manifestationer, herunder ikke mindst relationen til det Osmanniske Imperium. Han publicerer internationalt, sidder i internationale videnskabelige komiteer, forelæser ved internationale videnskabelige institutioner og organiserer internationale konferencer.  
Holm sidder i styrelsen for Holberg-Samfundet, for Holberg-komiteen under Kunststyrelsen og for Komiteen ProVenezia under UNESCO. Medlem af Selskabet for Dansk Kulturhistorie. Han har bl.a. publiceret Den omvendte verden. Dario Fo og den folkelige fantasi, 1980, Solkonge og Månekejser. Ikonografiske studier i François Fossards Cabinet, 1991 (doktordisputats), Skal dette være Troja? Om Holberg i virkeligheden, 2004, Religion, Ritual, Theatre, 2008 (medredaktør og forfatter), Tyrk kan tæmmes – Osmannerne på den danske scene 1596-1896, 2010 (The Taming of the Turk, 2014), Holberg på tværs. Fra forskning til forestilling, 2013. 
Han er bidragyder til inden- og udenlandske encyklopædier og leksika. Ud over universitetet har han undervist på diverse kunstneriske uddannelser. Som dramaturg samarbejder Holm med instruktører, dramatikere og scenografer. Ikke mindst samarbejdet med Asger Bonfils, Aarhus Teater, om en række Holberg-opsætninger, som forener den videnskabelige med den kreative tilgang, er nyskabende. Hertil kommer fast samarbejde med Giacomo Ravicchio, Meridiano Teatret, og betydningsfulde samarbejder med Johan Bergenstråhle og Peter Reichhardt. Han er autoriseret oversætter af Dario Fo og har tillige oversat Goldoni, Eduardo De Filippo og Ravicchio. Holm har fået tildelt Holberg-medaljen og er ridder af Ordine della Stella della Solidarietà Italiana. 
1. ↑  Navnet er anført på engelsk og stammer fra Wikidata hvor navnet endnu ikke findes på dansk.